# Polynema speciosissimum
Polynema speciosissimum är en stekelart som beskrevs av Girault 1915. Polynema speciosissimum ingår i släktet Polynema och familjen dvärgsteklar. Inga underarter finns listade i Catalogue of Life.